# Dioscorea omiltemensis
Dioscorea omiltemensis là một loài thực vật có hoa trong họ Dioscoreaceae. Loài này được O.Téllez mô tả khoa học đầu tiên năm 2002.